# Carrotmob

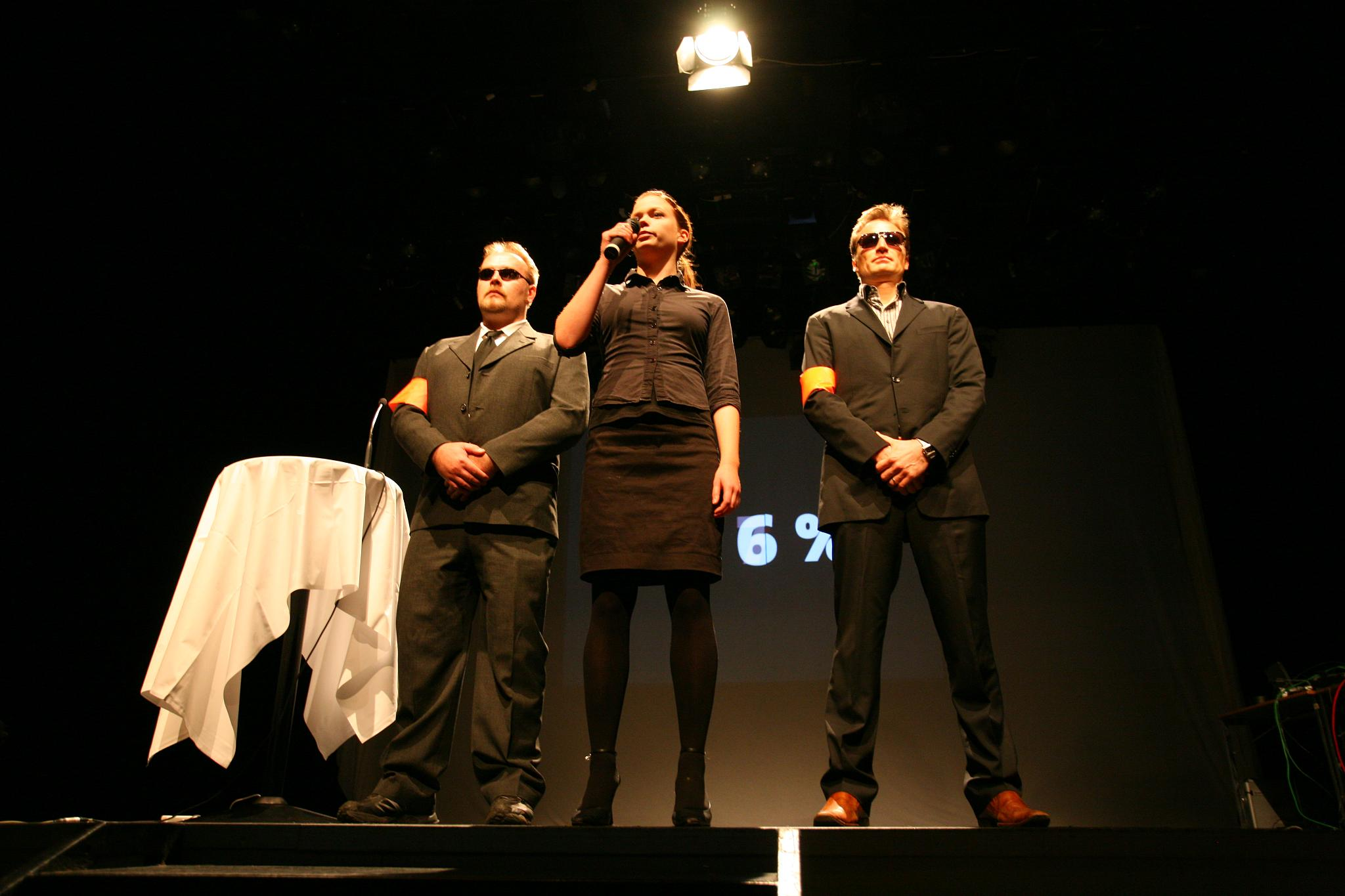
Carrotmob in Finland in 2008

Carrotmob est une association à but non lucratif basée à Paris et originaire de San Francisco, en Californie. Elle utilise le buycott (une forme d'activisme des consommateurs où une communauté achète un maximum de biens ou services d'une entreprise sur une petite période de temps) afin de récompenser l'engagement qu'a pris une entreprise de réaliser des changements socialement responsables dans sa façon de fonctionner. Carrotmob fait également référence à un mouvement global  d'organisateurs de communautés qui utilisent la tactique Carrotmob d'activisme des consommateurs comme moyen de changer les entreprises dans leurs communautés.

## Historique
La première campagne Carrotmob se déroula le 29 mars 2008, à K & D Market, à San Francisco, en Californie.  Elle fut organisée par Brent Schulkin, le fondateur de Carrotmob. Dans cette première campagne, Schulkin démarcha 23 magasins de proximité avec l'idée de transformer un de ces magasins en magasin le plus respectueux de l'environnement du quartier. Il promit d'amener une « mob » (mobilisation d'un groupe) de consommateurs à un magasin pour dépenser de l'argent en une journée. Afin de recevoir les ventes supplémentaires issues de cet événement, les propriétaires des magasins étaient invités à placer des enchères sur le pourcentage du chiffre d'affaires hypothétique qu'ils seraient prêts à mettre de côté et à réinvestir dans des améliorations qui rendraient leur magasin plus économe en énergie.
L'enchère gagnante fut 22 %, par K & D Market. Le jour de la campagne, des centaines de personnes arrivèrent et dépensèrent plus de 9 200 $, desquels le magasin utilisa 22 % pour refaire entièrement son système d'éclairage.
Entre mai 2008 et février 2010, le projet Carrotmob était financé par Virgance, un incubateur cofondé par Brent Schulkin. Virgance incuba également d'autres projets, notamment 1BOG.

## Définition
Hoffmann and Hutter (2011)  définit carrotmob comme « un buycott temporaire sous la forme d'un achat flashmob par un groupe de consommateurs, organisé par des militants. En tant que cible de la carrotmob, ces militants ont choisi l'entreprise ayant fait la meilleure offre au sein d'une enchère. La meilleure offre peut être définie en termes d'apports monétaires et/ou non monétaires ou en termes d'améliorations attendues dans les résultats demandés par les militants. »

## En France
L’association française Carrot Community a importé le concept en 2010 à Rochefort-sur-Mer. Depuis, une vingtaine de Carrotmobs ont eu lieu dans l’hexagone. Le siège de l’association est basé à Paris.

## Nom Carrotmob
Le nom Carrotmob est dérivé de l'idiome « La carotte et le bâton », qui réfère à la stratégie d'offrir une combinaison de récompenses (la carotte) et de punitions (le bâton) pour induire un comportement. Beaucoup de formes traditionnelles d'activisme de consommateurs, telles que les boycotts et les manifestations, reposent sur la méthode du « bâton » en attaquant les entreprises.

## Premier Carrotmob à échelle mondiale
La première campagne Carrotmob à échelle mondiale a eu lieu du 10 au 30 septembre 2012. Elle visait à atteindre 150 000 $ de chiffres d'affaires pour l'entreprise de torréfaction de café appelée Thanksgiving Coffee, basée à Fort Bragg, en Californie.
Si l'objectif était atteint, avec la somme récoltée, Thanksgiving Coffee s'engageait à employer un chercheur pour étudier comment le café peut être transporté grâce à l'énergie du vent (bateaux à voile), au lieu d'utiliser l'énergie du pétrole. Cette étude serait mise à disposition de tous.
Si le but n'était pas atteint, la somme serait reversée à l'association « The Resilience Fund ». C'est une association à but non lucratif qui a démarré grâce à Thanksgiving Coffee et qui utilisera les fonds pour fournir des fourneaux propres aux personnes qui cultivent le café de Thanksgiving à travers le monde.

## Lecture complémentaire
- (en) Stefan Hoffmann et Katharina Hutter, « Carrotmob as a New Form of Ethical Consumption. The Nature of the Concept and Avenues for Future Research », Journal of Consumer Policy,‎ 2011 (DOI 10.1007/s10603-011-9185-2)